# Antonio Poma
Antonio Poma (Villanterio, 12 giugno 1910 – Bologna, 24 settembre 1985) è stato un cardinale e arcivescovo cattolico italiano.
Fu nominato cardinale della Chiesa cattolica da papa Paolo VI.

## Biografia
Nacque a Villanterio, diocesi di Pavia, il 12 giugno 1910.
Compì gli studi ginnasiali e liceali nel seminario diocesano di Pavia, poi fu a Roma nel Pontificio seminario lombardo per frequentare la Pontificia Università Gregoriana.
Ordinato presbitero il 15 aprile 1933, nel 1934 si laureò in teologia con una tesi su "Magno Felice Ennodio e alcune prerogative della sede apostolica nei primi secoli", tesi poi pubblicata nel 1935.
Rientrato in diocesi fu professore di lettere nel seminario minore di Pavia e segretario del vescovo Giovanni Battista Girardi (†1942); dopo la morte del vescovo proseguì l'insegnamento di teologia dogmatica nel seminario di Pavia di cui divenne rettore nel luglio del 1947 e contemporaneamente assistente ecclesiastico del Movimento Laureati di Azione Cattolica.
Nominato vescovo titolare di Tagaste ed ausiliare del vescovo di Mantova, monsignor Domenico Menna (†1957) il 28 ottobre 1951, venne consacrato vescovo il 9 dicembre 1951 a Pavia da monsignor Carlo Allorio, vescovo di Pavia.
Nominato coadiutore sedi datus di Mantova il 2 agosto 1952, successe al vescovo di Mantova l'8 settembre 1954. Lì riorganizzò la curia diocesana, l'archivio diocesano e il seminario, prodigandosi per la costruzione di nuove chiese.
Promosso arcivescovo titolare di Gerpiniana e coadiutore con diritto di successione dell'arcivescovo di Bologna, cardinal Giacomo Lercaro il 16 luglio 1967, divenne per coadiuzione arcivescovo di Bologna il 12 febbraio 1968.
Creato cardinale da Papa Paolo VI il 28 aprile 1969, del titolo di San Luca a Via Prenestina, fu presidente della Conferenza Episcopale Italiana dal febbraio del 1969 al 18 maggio 1979.
Rinunciò all'arcidiocesi di Bologna l'11 febbraio 1983, e morì a Bologna il 24 settembre 1985 all'età di 75 anni. È sepolto nella cattedrale metropolitana di Bologna.

## Genealogia episcopale e successione apostolica
La genealogia episcopale è:
- Cardinale Scipione Rebiba
- Cardinale Giulio Antonio Santori
- Cardinale Girolamo Bernerio, O.P.
- Arcivescovo Galeazzo Sanvitale
- Cardinale Ludovico Ludovisi
- Cardinale Luigi Caetani
- Cardinale Ulderico Carpegna
- Cardinale Paluzzo Paluzzi Altieri degli Albertoni
- Papa Benedetto XIII
- Papa Benedetto XIV
- Cardinale Enrico Enriquez
- Arcivescovo Manuel Quintano Bonifaz
- Cardinale Buenaventura Córdoba Espinosa de la Cerda
- Cardinale Giuseppe Maria Doria Pamphilj
- Papa Pio VIII
- Papa Pio IX
- Cardinale Gustav Adolf von Hohenlohe-Schillingsfürst
- Arcivescovo Salvatore Magnasco
- Cardinale Gaetano Alimonda
- Cardinale Agostino Richelmy
- Vescovo Giuseppe Castelli
- Vescovo Carlo Allorio
- Cardinale Antonio Poma

La successione apostolica è:
- Vescovo Luigi Dardani (1969)
- Arcivescovo Benito Cocchi (1975)
- Arcivescovo Enzio d'Antonio (1975)
- Arcivescovo Gaetano Bonicelli (1975)
- Vescovo Vincenzo Zarri (1976)
- Vescovo Paolo Magnani (1977)